# Répceszemere
Répceszemere là một thị trấn thuộc hạt Győr-Moson-Sopron, Hungary. Thị trấn này có diện tích 9,42 km², dân số năm 2010 là 268 người, mật độ 28 người/km².